# Кулибали, Амаду Гон
Амаду Гон Кулибали (фр. Amadou Gon Coulibaly; 10 февраля 1959, Абиджан, Французская Западная Африка — 8 июля 2020, Абиджан, Кот-д’Ивуар) — ивуарийский инженер, государственный деятель, премьер-министр Кот-д’Ивуара с 10 января 2017 по 8 июля 2020 года, до своей смерти.

## Биография

### Молодые годы, образование, карьера
Родился 10 февраля 1959 года в Абиджане. Является выходцем из влиятельного древнего ивуарийского клана Кулибали, основавшего в XVIII веке город Корого. Его отец Пелефоро Гон Кулибали был вождём народа сенуфо, прожившим более ста лет, дожившим до конца колониализма и начала независимости; старший брат Лансин Гон Кулибали занимал пост министра окружающей среды (1993—1995); дядя Исса Малик Кулибали в качестве директора возглавлял национальную избирательную кампанию Лорана Гбагбо; двоюродный брат Амаду Кулибали состоял в президиуме разведывательных служб; его младший брат Ибрагим Кулибали был членом службы охраны президента.
В июне 1977 года Кулибали окончил Новый лицей в Дабу с дипломом о получении среднего образования. C 1977 по 1979 год учился в подготовительном классе для высшей школы в лицее Жан-Батист-Сэй в Париже. В 1982 году окончил парижскую школу гражданского строительства с дипломом инженера, а в июне 1983 года получил диплом о высшем образовании в Центре перспективных исследований в строительстве. После окончания образования поступил на работу в Управление по контролю основных работ, где был инженером по технологическим исследования (1983—1985) и экономическим инженером (1985—1990), отвечавшим за экономические исследования, финансы и программирование в области транспорта, городского развития и энергетическом секторе. С января 1987 года по сентябрь 1989 года занимал пост помощника директора по экономическим исследованиям, с октября 1989 по январь 1994 года был директором по экономическим и финансовым исследованиям, с января 1994 года по декабрь 1995 года находился на должности заместителя генерального директора Управления. С 1996 года по 2000 год занимал пост директора Управления Международного совета по исследованиям и обучению, а в 2001 году в качестве администратора поступил на работу в Международный институт Африки.

### На политических и государственных постах
С ноября 1990 по декабрь 1993 года занимал пост технологического советника премьер-министра Алассана Уаттары при президенте Феликсе Уфуэ-Буаньи. В этой должности Кулибали отвечал за координацию и мониторинг реализации политики в области сельского хозяйства, транспорта, энергетики и людских ресурсов (образование и здравоохранение), курировал программы дорожного строительства и энергетические проекты, а также государственные предприятия. Под влиянием Уаттары вышел из Демократической партии Кот-д’Ивуара и вместе с бывшими однопартийцами образовал Объединение республиканцев, которая вскоре создала правящую коалицию с той же Демократической партией. Кулибали быстро выдвинулся на руководящие посты в партии. В июле 1995 года он был избран в члены Центрального комитета и Политбюро, с июля 1995 по февраль 1999 года являлся национальным секретарём по вопросам экономического развития, с февраля 1999 по март 2006 года занимал пост заместителя генерального секретаря, в марте 2006 года стал заместителем генерального секретаря Объединения республиканцев.
25 ноября 1995 по 10 декабря 2000 года Кулибали был депутатом Национального собрания Кот-д’Ивуара от Корого. 11 декабря 2011 года снова избрался в Национальное собрание.
25 марта 2001 года выиграл муниципальные выборы от Объединения республиканцев и 2 апреля того же года занял пост мэра Корого, сменив Адама Кулибали.
С 1 октября 2002 по 23 февраля 2010 года был министром сельского хозяйства при президенте Лоране Гбагбо и премьер-министрах Паскале Аффи Н’Гессане, Сейду Диарра, Шарле Конане Банни, Гийоме Соро. Его преемником был Себастьян Джедже Дано, а предшественником стал Сангафова Кулибали.
С 11 апреля 2011 по 10 января 2017 года был генеральным секретарём канцелярии президента Кот-д’Ивуара Алассана Уаттары со статусом государственного министра при премьер-министрах Гийоме Соро, Жанно Ауссу-Куадьо, Даниэле Каблане Дункане. Его предшественником был Дезире Тагро, а преемником стал Патрик Ачи.

### Пост премьер-министра
10 января 2017 года президент Кот-д’Ивуара Алассан Уаттара назначил Кулибали на должность премьер-министра, поручив ему сформировать новое правительство в кратчайшие сроки. Ранее, в тот же день, его предшественник Даниэль Каблан Дункан стал первым в истории страны вице-президентом. 11 января Кулибали сформировал новое правительство из 28 министров, одобренное Уаттарой, и ставшее первым кабинетом Третьей республики. 19 июля президент Уаттара объявил о перестановках в правительстве, в связи с чем Кулибали занял ещё и пост министра бюджета и государственных финансов, сменив Абдурахмана Сиссе.
4 июля 2018 года Уаттара распустил правительство на фоне разногласий в правящей коалиции, после чего Кулибали был вновь назначен на пост премьер-министра для создания второго правительства, которое было сформировано 10 июля.
4 сентября 2019 года было образовано третье правительство Кулибали.
13 марта 2020 года после заявления Уаттары о том, что он не будет баллотироваться на третий срок, Кулибали был выдвинут кандидатом от правящей партии на президентских выборах, намеченных на 31 октября.

### Личная жизнь
Женат, четверо детей. В 2012 году в Париже перенёс операцию на сердце. Кулибали характеризовался, как человек, верный президенту Уаттаре, в окружении которого благодаря своей непримиримости в борьбе с оппозиционными настроениями получил прозвище «Лев».

### Смерть и последствия
2 мая 2020 года, несмотря на закрытие границ из-за пандемии COVID-19, Кулибали вылетел в Париж, где провёл следующие два месяца на лечении в связи с проблемами с сердцем. В начале июня он был повторно госпитализирован в больницу Сальпетриер, где ему был установлен стент. 2 июля Кулибали вернулся в Кот-д’Ивуар, заявив, что находится «снова в форме». Спустя шесть дней, 8 июля прямо на заседании правительства в Абиджане он почувствовал себя плохо, ввиду чего был госпитализирован в местную больницу, где и умер в тот же день в возрасте 61 года. Президент Уаттара выразил свои соболезнования семье Кулибали, отметив, что в лице скончавшегося Кот-д’Ивуар потерял большого государственного деятеля и пример для подражания. 9 июля в стране был объявлен семидневный траур с 10 по 17 июля. 17 июля Кулибали был похоронен по мусульманскому обряду в семейном склепе на кладбище Корого.
Во время болезни Кулибали, в период с 2 мая по 2 июля обязанности премьер-министра исполнял министр обороны Амед Бакайоко. В течение двух недель после смерти Кулибали должность оставалась вакантной, что в отсутствие председателей обеих палат парламента на территории Кот-д’Ивуара создало вакуум власти, вкупе с потерей кандидата от правящей партии на президентских выборах. Политическую ситуацию усугубила отставка вице-президента Дункана, в связи с чем начали ходить слухи о том, что Уаттара пойдёт на третий срок, а новым премьер-министром станет сам Бакайоко. 30 июля он был наконец назначен премьер-министром.

## Награды
- Национальный орден Республики Кот-д’Ивуар степени кавалера Большого креста (июль 2020 года, посмертно)[57]
- Орден Заслуг Кот-д’Ивуара[фр.] степени великого офицера (август 2012 года)[2].